# Liste der Monuments historiques in Châlonvillars
Die Liste der Monuments historiques in Châlonvillars führt die Monuments historiques in der französischen Gemeinde Châlonvillars auf.

## Liste der Objekte
| Bezeichnung                              | Beschreibung                                                        | Standort                           | Kennzeichnung | Schutzstatus | Datum | Bild |
| ---------------------------------------- | ------------------------------------------------------------------- | ---------------------------------- | ------------- | ------------ | ----- | ---- |
| Linker Seitenaltar                       | Altartisch und Retabel; Holz, farbig gefasst und vergoldet, um 1700 | in der Kirche Ste-Radegonde (Lage) | PM70002263    | Inscrit      | 2000  |      |
| Rechter Seitenaltar                      | Altartisch und Retabel; Holz, farbig gefasst und vergoldet, um 1700 | in der Kirche Ste-Radegonde (Lage) | PM70002264    | Inscrit      | 2000  |      |
| Skulptur Heilige Radegunde von Thüringen | Holz, farbig gefasst, 17. Jahrhundert                               | in der Kirche Ste-Radegonde (Lage) | PM70002265    | Inscrit      | 2000  |      |